# Rodolfo Gómez Leal
Rodolfo Gómez Leal (Caracas, Venezuela; 2 de julio de 1971) es un animador, locutor y actor venezolano. Actualmente se encuentra divorciado.

## Inicios
Rodolfo Gómez Leal nació en la ciudad de Caracas y estudió publicidad y comunicación social. En sus inicios en el mundo artístico estuvo detrás de las cámaras y los micrófonos en distintos programas de televisión y luego estuvo como directivo de una agencia de publicidad y una importante productora venezolana. Fue productor de importantes canales de televisión en Venezuela.

## Carrera

### Radio
Rodolfo Gómez Leal se ha desempeñado como locutor en varios programas radiales. Inicio en este medio junto a Sergio Novelli, Alba Cecilia Mujica y Laureano Márquez. También ha compartido locución con los humoristas Emilio Lovera y Laureano Márquez. Desde el 2 de octubre de 2006 estuvo en el programa radial Ocean Drive junto a Antonella Baricelli en el circuito radial KYS. En el 2011 comenzó con el programa radial Con el Pie Derecho el cual estuvo al aire por 94NUEVE FM de 3 - 5pm; trabajando junto a grandes y bellas locutoras; y acompañándole en la actualidad la Periodista/Locutora Farlyn Tilano.

### Cine
Ha participado en 2 novelas para Colombia y Miami y en el 2007 actuó en la película venezolana La Pura Mentira del director Carlos Daniel Malavé

### Televen
Inició su carrera televisiva en Televen en el año 1995 con el programa de variedades En dos platos.
Luego animo los programas Fuera de Servicio, Telechou, en mayo de 2004 estuvo en La guerra de los sexos de Venevision, en el mismo año conformo el elenco de la serie de comedia Las Rothenmayer, entre el 2005 y 2006 participó en la serie Guayoyo Express. 
En el 2007 animó el reality show Camino a la Fama, actuó en la telenovela El gato tuerto transmitida desde el 5 de noviembre de 2007 hasta el 18 de julio de 2008. Estuvo en la segunda temporada de Noche de Perros desde noviembre de 2008 hasta febrero de 2009.

### La Tele
Luego de 15 años en Televen, Rodolfo Gómez Leal firmó un contrato con el canal La Tele para animar el programa de cocina y entrevistas El Guiso a partir del 12 de abril de 2010. El programa se mantuvo en el aire durante dos temporadas hasta su culminación el 29 de noviembre de 2014, coincidiendo con la desaparición de ese canal.